# Sinacaban
Sinacaban is een gemeente in de Filipijnse provincie Misamis Occidental op het eiland Mindanao. Bij de laatste census in 2007 had de gemeente bijna 17 duizend inwoners.

## Geografie

### Bestuurlijke indeling
Sinacaban is onderverdeeld in de volgende 17 barangays:
| - Cagay-anon - Camanse - Colupan Alto - Colupan Bajo - Dinas - Estrella - Katipunan - Libertad Alto - Libertad Bajo | - Poblacion - San Isidro Alto - San Isidro Bajo - San Lorenzo Ruiz - San Vicente - Señor - Sinonoc - Tipan |

## Demografie
Sinacaban had bij de census van 2007 een inwoneraantal van 16.772 mensen. Dit zijn 742 mensen (4,6%) meer dan bij de vorige census van 2000. De gemiddelde jaarlijkse groei komt daarmee uit op 0,63%, hetgeen lager is dan het landelijk jaarlijks gemiddelde over deze periode (2,04%). Vergeleken met de census van 1995 is het aantal mensen met 2.037 (13,8%) toegenomen.

De bevolkingsdichtheid van Sinacaban was ten tijde van de laatste census, met 16.772 inwoners op 99,09 km², 169,3 mensen per km².